# Saint-Sernin-du-Plain
Saint-Sernin-du-Plain este o comună în departamentul Saône-et-Loire, Franța. În 2009 avea o populație de 630 de locuitori.

## Evoluția populației
| An        | 1975 | 1982 | 1990 | 1999 | 2006 | 2009 |
| --------- | ---- | ---- | ---- | ---- | ---- | ---- |
| Populație | 569  | 550  | 539  | 619  | 603  | 630  |